# 格脉树
格脉树（学名：Mammea yunnanensis）为红厚壳科南美杏属下的一个种。种加词 yunnanensis 意为“云南的”。